# Вулкан (ракета-носач)
Вулкан, раније позната под називом Next Generation Launch System (лансирни систем следеће генерације), је ракета-носач средње / тешке категорије коју тренутно развија компанија United Launch Alliance као замену за носаче Атлас V и Делта IV. Извршни директор компаније ULA, Тори Бруно, изјавио је да ће нова ракета-носач узети најбоље елементе из две ракете које су тренутно у употреби и саставити их у један систем за лансирање који ће бити више него дупло јефтинији, а притом ће имати већу носивост. Развој нове ракете делом је подстакнут политичким тензијама које владају између САД и Русије због кризе у Украјини, пошто садашња РН Атлас V за погон првог степена користи руски мотор РД-180, али делом и због конкурентности на на глобалном тржишту – компаније Спејс екс, Аријанаспејс, као и космичке агенције Русије и Кине већ увелико развијају ракете-носаче следеће генерације, које су јефтиније и ефикасније од ракета које су данас у употреби.

## Конструкција

### Мотори на чврсто гориво
Као и Атлас V и Делта IV, и нова ракета Вулкан имаће додатне ракетне моторе на чврсто гориво који ће обезбедити додатни потисак у првој фази лета. Зависно од конфигурације, ових мотора ће бити између 1 и 6. Код конфигурације ракете са заштитним омотачем од 4 метра, највише ће се монтирати 4 додатна мотора, док ће код верзије са омотачем од 5 метара моћи да се монтирају два више. Ови ракетни мотори на чврсто гориво биће унапређена верзија мотора који су тренутно у употреби, и компанија ULA се нада да ће њихова цена бити мања, док ће потисак бити мало већи.

### Први степен
Први степен ракете биће преузет са РН Делта IV. Пречник степена остаће 5 метара, али ће резервоари бити продужени. У овим резервоарима биће складиштено гориво и оксиданс за ракетне моторе који ће се налазити на дну степена. Тренутно се разматрају две опције – ракетни мотор БЕ-4 компаније Блу Ориџин (енгл. Blue Origin), који је од 2012. у развоју, сагорева течни метан у комбинацији са течним кисеоником и производи око 2.450 kN потиска; друга опција је ракетни мотор АР-1 који развија компанија Аероџет Рокетдајн, класичног дизајна, који као гориво користи РП-1 и течни кисеоник (као РД-180) и производи 2.200 kN потиска. ULA планира да крајем 2016. или почетком 2017. године одлучи који ће од ова два мотора користити, јер од тога зависи конструкција резервоара (пошто се ради о различитим криогеним горивима).
По тренутном плану, први степен ракете ући ће у употребу 2019. у комбинацији са другим степеном Кентаур који се данас користи на РН Атлас V, заједно са истим заштитним омотачем. Након што ова конфигурација прође процес сертификације започеће развој новог другог степена, као и нових додатних ракетних мотора на чврсто гориво који ће се користити за додатан потисак током прве фазе лета. По проценама инжењера, нови први степен ракете имаће 20% боље перформансе у односу на први степен ракете Атлас V који се тренутно користи.
Занимљиво је да ће ракетни мотори првог степена бити вишекратни. За разлику од компаније Спејс екс која се одлучила да цео први степен ракете буде вишекратан, компанија ULA је одлучила да се након одвајања од другог степена, цео доњи сегмент са кућиштем у којем су ракетни мотори одвоји од потрошног првог степена и преоријентише се за повратак у атмосферу. Затим би се активирао топлотни штит на надувавање, који ће служити да кућиште са моторима заштити од великих температура које се јављају при повратку у атмосферу. И ова технологија је тренутно у развоју од стране агенције НАСА, која планира да топлотне штитове на надувавање користи код истраживачких сонди које требају да слете на небеска тела са атмосфером (Марс, Титан, Венеру, итд). Након ове фазе уласка у атмосферу, кућиште са моторима успориће до субсоничних брзина, и тада ће се топлотни штит одбацити (на око 30 километара надморске висине), и отвориће се један падобран који ће додатно успорити моторе и стабилизовати их. Након тога, овај падобран се одбацује и отвара се главни падобран. Затим ће хеликоптер опремљен специјалном куком закачити овај падобран и тако пребацити кућиште са моторима до копна или на неко океанско пловило. Слична техника коришћена је при повратку канистера са филмовима шпијунских сателита у време Хладног рата. Мотори ће затим бити превезени до фабрике у којој су произведени где ће проћи инспекцију и у што краћем року бити сертификовани да се поново монтирају на први степен ракете.
Након детаљних анализа установљено је да у трошковима првог степена ракетни мотори учествују са 65%, тако да ће се вишекратним коришћењем мотора трошкови погона првог степена смањити за 90%. Тиме ће се цена целог првог степена смањити најмање за пола у односу на данашње ракете.

### Други степен
Као други степен ракете прво ће се користити исти Кентаур степен као и код ракете Атлас V, погоњен једним РЛ-10А ракетним мотором. Када ова конфигурација сазрели започеће развој новог степена ракете названог Advanced Cryogenic Evolved Stage (ACES), чији је улазак у употребу планиран за 2023/2024. годину. Овај степен ракете донеће неколико иновација, као и далеко веће перформансе од степена Кентаур. За погон ће се користити од 1 до 4 ракетна мотора. За сада се разматрају мотори БЕ-3У, РЛ-10 и XCOR. Резервоари другог степена биће потпуно нове конструкције. Сам други степен моћи ће да остане у свемиру далеко дуже од данашњих горњих степена ракета (и до неколико седмица). Највећи проблем код дугог боравка у свемиру је исправања ракетног горива и пад притиска, а овај проблем решиће се коришћењем малог мотора са унутрашњим сагоревањем, који ће скупљати та испарења и користити их да врати притисак унутар резервоара на оптимални ниво. Ово је први пут да се ракетни мотор и мотор са унутрашњим сагоревањем користе заједно на некој свемирској летелици. Перформансе новог степена ракете биће 75% боље од степена Кентаур, а у резервоаре ће моћи да стане 3 пута више горива.

## Носивост
Ракета-носач Вулкан ће у почетку, уз коришћење само новог првог степена, у геостацонарну трасферну орбиту моћи да достави око 11.100 kg терета. Након уласка у употребу новог горњег степена ACES средином 2020их, у ову орбиту Вулкан ће моћи да достави терет масе преко 15.000 kg, што је више од РН Делта IV „Хеви“.
У мају 2015. године извршни директор компаније United Launch Alliance Тори Бруно на свом Твитер налогу објавио је графику која показује Вулкан „Хеви“ верзију ракете, са три идентична језгра за погон првог степена, чија би носивост у ГТО била 23.000 kg, док би носивост основне верзије Вулкан 561, са шест додатних ракетних мотора на чврсто гориво и ACES другим степеном, била 15.100 kg у исту орбиту.

## Цена
При представљању ракете објављено је да је планирано да цена по лансирању буде од 100 милиона долара па на више, зависно од конфигурације ракете (са додатним ракетним моторима на чврсто гориво, или без њих). Међутим, касније је објављено да је циљана цена лансирања за основну верзију (без додатних мотора) упола мања од тренутне цене лансирања РН Атлас V – око 165 милиона долара, што би значило од 80 милиона $ па на више.